# Dirk Galuba
Dirk Galuba (ur. 28 sierpnia 1940 w Pile (dawniej Schneidemühl)) – niemiecki aktor teatralny, telewizyjny i filmowy.

## Filmografia

### Filmy
- 1969: Husch, husch ins Körbchen jako Bobby
- 1970: Thomas Chatterton (TV) jako Arran
- 1971: Überlebensgroß Herr Krott – Requiem für einen Unsterblichen (TV) jako obsługa hotelu / Frederik
- 1972: Und der Regen verwischt jede Spur
- 1976: Anita Drögemöller und die Ruhe an der Ruhr jako Rentelen
- 1978: Ein typischer Fall (TV) jako Hannes Kremkau
- 1978: Der Schimmelreiter (pol. Jeździec na siwym koniu) jako majster Ole Peters
- 1980: Kein Geld für einen Toten (TV) jako Follot
- 1981: Lili Marleen jako 4. SD-Mann
- 2006: Die Wolke (pol. Chmura) jako minister spraw wewnętrznych

### Seriale TV
- 1974: Im Auftrag von Madame jako Pan Oaks
- 1975: Im Auftrag von Madame jako Nielson
- 1976: Derrick: Schock jako Lusseck
- 1976: Tatort: … und dann ist Zahltag jako Otto Wollgast
- 1977: Derrick: Inkasso jako Reger
- 1979: Derrick: Tandem jako Euler
- 1979: Derrick: Ein Kongreß in Berlin jako pokryty bliznami
- 1980: Derrick: Pricker jako Hamann
- 1980: Tatort: Tote reisen nicht umsonst jako Manfred Ottmann
- 1982: Derrick: Hausmusik jako Andreas Kober
- 1985: Derrick: Ein unheimlicher Abgang jako Pan Diebolz
- 1985: Derrick: Familie im Feuer jako Franz Weiler
- 1985: Klinika w Schwarzwaldzie (Die Schwarzwaldklinik) jako Friedhelm Hensle
- 1986: Derrick: Die Rolle seines Lebens
- 1988: Derrick: Die Mordsache Druse jako dr Wedekind
- 1988: Tatort: Sein letzter Wille jako Katsche, Karl Czerna
- 1990: Derrick: Der Einzelgänger jako Sundermann
- 1990: Derrick: Kein Ende in Wohlgefallen jako Hauser
- 1990: Derrick: Beziehung abgebrochen jako dr Steinitz
- 1992: Derrick: Der stille Mord jako Weber
- 1992: Tatort: Der Mörder und der Prinz jako detektyw Tejung
- 1992: Tatort: Unversöhnlich jako detektyw Tejung
- 1993: Derrick: Langsamer Walzer jako Kubecks Freund
- 1993: Tatort: Flucht nach Miami jako detektyw Tejung
- 1993: Tatort: Gefährliche Freundschaft jako detektyw Tejung
- 1993: Derrick: Nachtvorstellung jako Voss
- 1994: Derrick: Ein sehr ehrenwerter Herr jako Alfons Schwarzer
- 1994: Tatort: Klassen-Kampf jako Vater Seidel
- 1995: Derrick: Herr Widanje träumt schlecht jako Victor Eppler
- 1995: Telefon 110 (Polizeiruf 110: 1A Landeier) jako Bertold
- 1995: Tatort: Herz As jako detektyw Tejung
- 1996: Derrick: Die zweite Kugel jako Johannes Kahlert
- 1996: Derrick: Der Verteidiger jako Trenk
- 1997: Derrick: Pornocchio jako Richie Manzer
- 1998: Derrick: Das Abschiedsgeschenk jako Walter Kaschonnick
- 1999-2001: Die rote Meile jako Wilhelm Kastor
- 2001: Kompania braci (Band of Brothers: Wir waren wie Brüder) jako niemiecki poseł
- 2003: Rosamunde Pilcher jako Thomas
- 2005-: Burza uczuć (Sturm der Liebe) jako Werner Saalfeld
- 2006: Doktor z alpejskiej wioski (Der Bergdoktor) jako Christian Fellner